# Луиза (Вирџинија)
Луиза (енгл. Louisa) град је у америчкој савезној држави Вирџинија. По попису становништва из 2010. у њему је живело 1.555 становника.

## Демографија
Према попису становништва из 2010. у граду је живело 1.555 становника, што је 154 (11,0%) становника више него 2000. године.
| Група             | 2000.       | 2010.       |
| Белци             | 931 (66,5%) | 960 (61,7%) |
| Афроамериканци    | 413 (29,5%) | 425 (27,3%) |
| Азијати           | 10 (0,7%)   | 23 (1,5%)   |
| Хиспаноамериканци | 20 (1,4%)   | 116 (7,5%)  |
| Укупно            | 1.401       | 1.555       |